# Phyllanthus baraouaensis
Phyllanthus baraouaensis är en emblikaväxtart som beskrevs av Maurice Schmid. Phyllanthus baraouaensis ingår i släktet Phyllanthus och familjen emblikaväxter. Inga underarter finns listade i Catalogue of Life.